# ريكاردو فيلاراغا
ريكاردو فيلاراغا (بالإسبانية: Ricardo Villarraga)‏ هو لاعب كرة قدم كولومبي في مركز الدفاع، ولد في 23 أبريل 1990 في بوغوتا في كولومبيا. لعب مع إنديبنديينتي سانتا في وديبورتيفو باستو.

## وصلات خارجية
- ريكاردو فيلاراغا على موقع قاعدة بيانات كرة القدم.إي يو (الإنجليزية)
- ريكاردو فيلاراغا على موقع Soccerway.com (الإنجليزية)
- ريكاردو فيلاراغا على موقع عالم كرة القدم.نت (الإنجليزية)